# Schloss Hluboká nad Vltavou

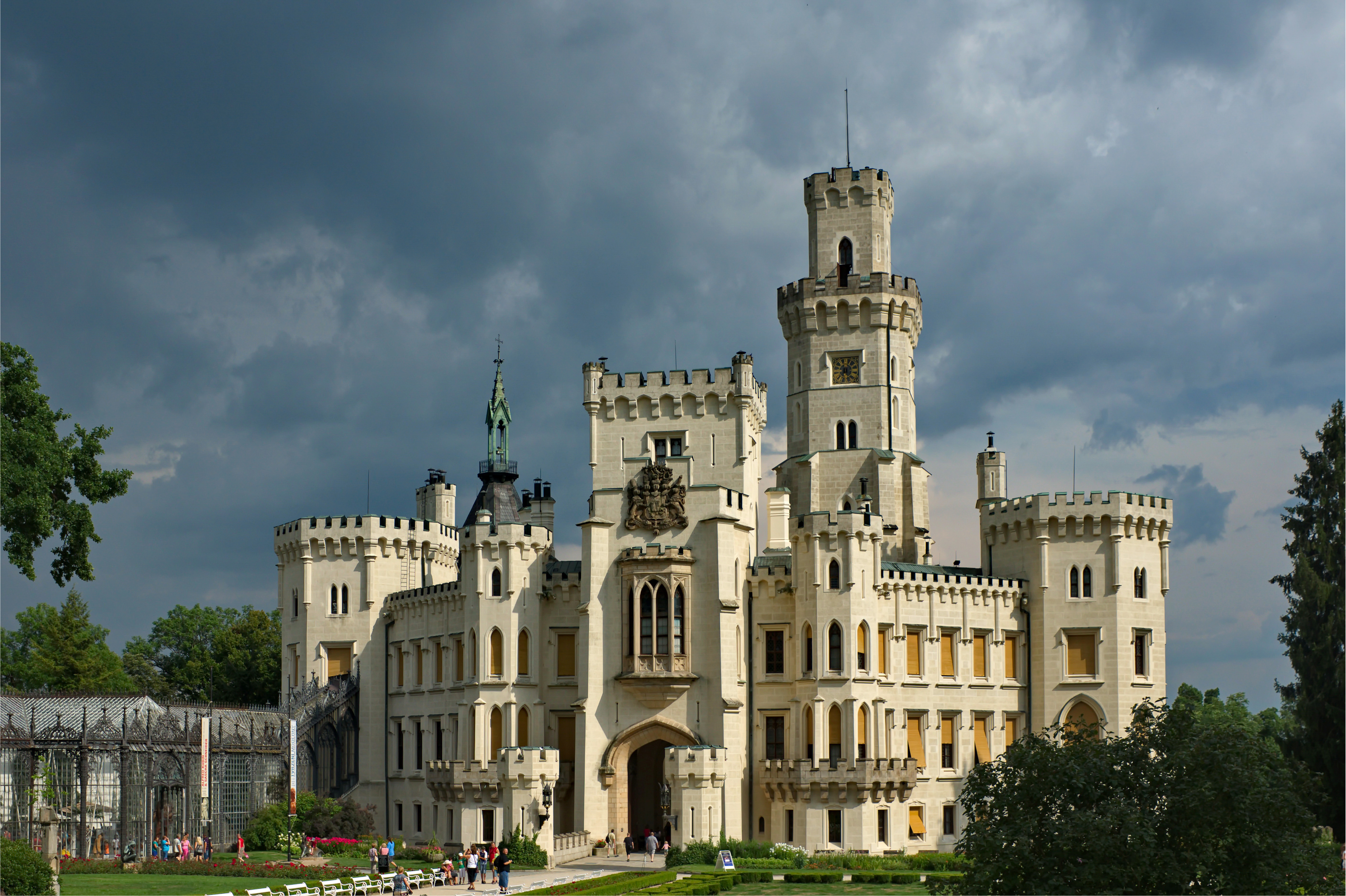
Schloss Frauenberg

Schloss Frauenberg (tschechisch Zámek Hluboká nad Vltavou) ist ein neugotisches Schloss im böhmischen Hluboká nad Vltavou (deutsch Frauenberg). Mit rund 187.000 Besuchern im Jahr 2024 ist es eines der meistbesuchten Schlösser Tschechiens.

## Geschichte
Auf dem Anwesen stand zunächst eine frühgotische Burg aus der zweiten Hälfte des 13. Jahrhunderts. König Vladislav Jagiello verpfändete die Herrschaft 1490 zusammen mit dem Gut Kamýk an Wilhelm von Pernstein. Dieser ließ Ende des 15. Jahrhunderts die Burg erweitern und überließ sie 1514 seinem jüngsten Sohn Vojtěch. Nach dessen Tode erbte 1534 sein Bruder Johann den Besitz, er überließ ihn seinem Cousin Andreas Ungnad von Sonegg. Die Ungnad von Sonegg wirtschafteten die Herrschaft in den Ruin. König Ferdinand I. erwarb die überschuldete Herrschaft 1561 zurück und verkaufte sie im Jahr darauf erblich an Joachim von Neuhaus. Sein Sohn Adam verkaufte das Gut Kamýk 1562 an Jan Vojkovský von Milhostice und ließ die Burg Hluboká in den 1580er Jahren durch den Architekten Baldassare Maggi zu einem Renaissanceschloss umbauen. Joachim Ulrich von Neuhaus verkaufte 1598 Schloss und Herrschaft Hluboká wegen Überschuldung an seinen Gläubiger Bohuslav Malovec von Malovice. Nach finanziellen Spekulationen und der Beteiligung am Ständeaufstand wurden die Güter der Malovec von Malovice konfisziert und die Herrschaft 1623 an Baltasar von Marradas übereignet, der sie rekatholisieren ließ. Dessen Erben verkauften die Herrschaft 1661 an Johann Adolf I. von Schwarzenberg. Auf Wunsch des Fürsten Adam Franz wurde das Schloss zu Beginn des 18. Jahrhunderts nach Plänen von Paul Ignaz Bayer und seines Nachfolgers Anton Erhard Martinelli im Barockstil umgebaut.

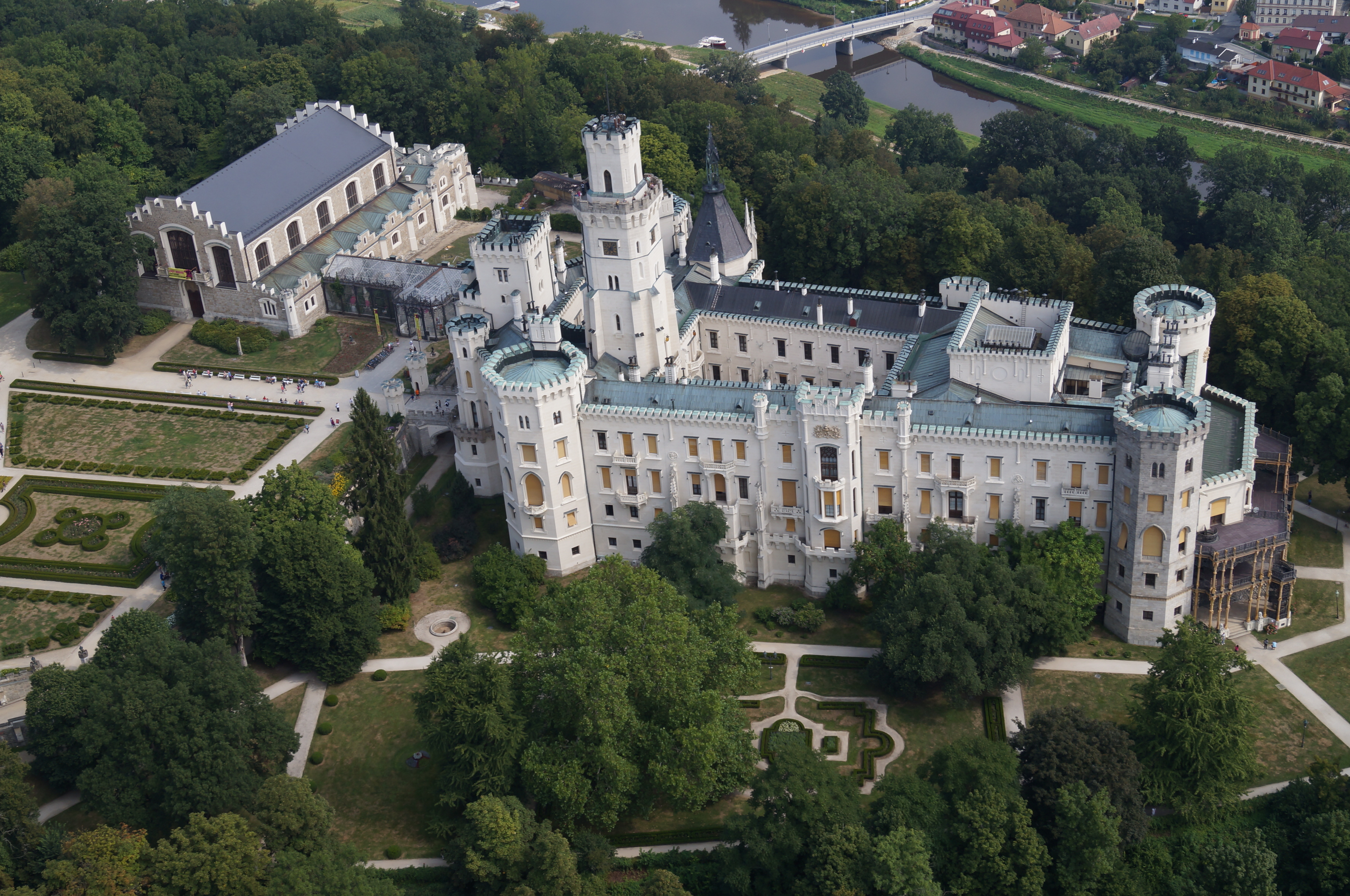
Aus der Vogelperspektive

Im zweiten Drittel des 19. Jahrhunderts beschloss Johann Adolf II. Fürst zu Schwarzenberg, Hluboká im Stil der Romantik umzugestalten. Das Projekt, das dem bauhistorischen Kontext der Burgenrenaissance angehört, wurde vom Wiener Architekten Franz Beer ausgearbeitet, der die 1840 begonnenen Bauarbeiten zwanzig Jahre lang leitete. Die alten Gebäude wurden abgetragen und an deren Stelle ein malerisches Schloss im Tudorgotikstil errichtet. Die anspruchsvolle äußere und innere Gestaltung beendete Ferdinand Deworetzky 1871. Fürst Adolph Schwarzenberg wurde 1939 von den deutschen Besatzern auf Befehl Heinrich Himmlers enteignet, erhielt seinen Besitz in der Dritten Tschechoslowakischen Republik 1945 zurück und wurde erneut 1947 mit der Lex Schwarzenberg von den Kommunisten enteignet. Sein Erbe Karel Schwarzenberg, später tschechischer Außenminister, hat dieses Gesetz nach 1990 nicht mit Rechtsmitteln angefochten.

## Ausstattung

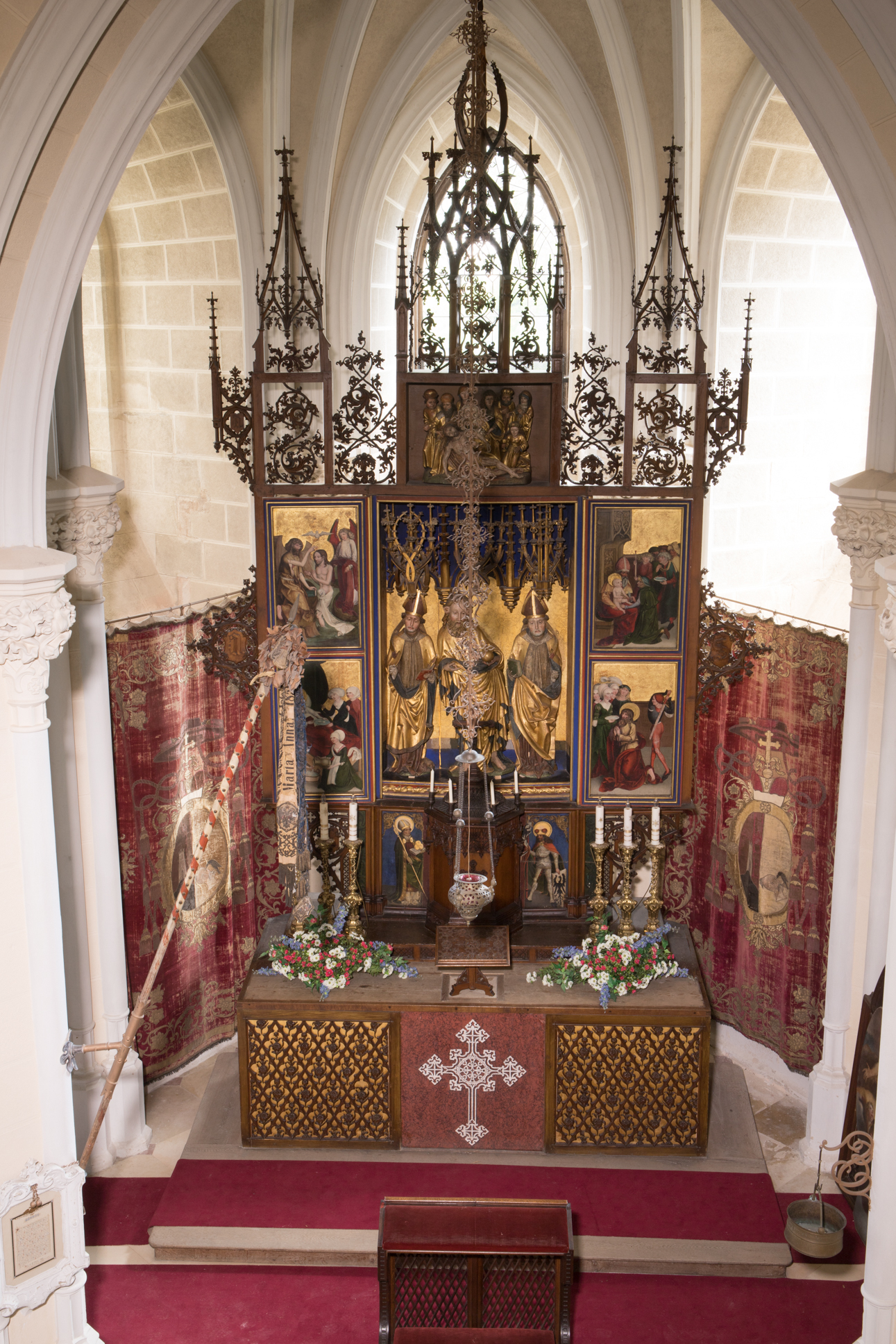
Schlosskapelle

Wände und Decken sind mit edlen Hölzern und reichen Schnitzereien verkleidet. Die wertvollsten Möbelstücke sind im Frühstückssalon untergebracht. Das Schlafzimmer und der Ankleideraum der Fürstin Eleonore, das sogenannte Hamilton-Kabinett und den Lesesaal schmücken Bilder europäischer Meister des 16. bis 18. Jahrhunderts sowie Lüster, Vitragen und Fayence aus Delft. Die Porträts an den Wänden stellen die bedeutendsten Vertreter der Familie von Schwarzenberg dar.
Der größte Saal ist die Bibliothek mit einer Kassettendecke, die von der Stammburg in Schwarzenberg nach Hluboká gebracht wurde. Ausgezeichnetes Niveau hat die Waffenkammer von Hluboká. In der neugotischen Kapelle befindet sich ein Altar mit einer großen spätgotischen Arche. In der ehemaligen Schlossreithalle befindet sich heute die Südböhmische Aleš-Galerie (Alšova Jihočeská galérie) mit einer Ausstellung von Gemälden holländischer und flämischer Maler des 17. und 18. Jahrhunderts und Statuen.